# Das Boot (альбом)
Das Boot — дебютный студийный альбом немецкой танцевальной группы U96, выпущенный в 1992 году. Композиция «Das Boot» является кавер-версией заглавной музыкальной темы немецкого фильма 1981 года «Подводная лодка», написанной Клаусом Дольдингером.

## Список композиций

### Издание 1992: Polydor / 513 185-1
1. «Das Boot[англ.]» — 5:14
2. «Come 2 Gether» — 3:49
3. «Der Kommandant» — 3:12
4. «No Control» — 4:30
5. «Art of U96» — 4:30
6. «I Wanna Be a Kennedy» — 5:31
7. «Ambient Underworld» — 3:51
8. «Sporty Animal-Loving Extrovert» — 3:00
9. «Sonar Sequences» — 6:00
10. «Bonus Track, Das Boot» (Klassik Version) — 1:59

### Издание 1992: Polydor / 513 185-2
1. «Das Boot» — 5:14
2. «Come 2 Gether» — 3:49
3. «Der Kommandant» — 3:12
4. «No Control» — 4:30
5. «Art of U96» — 4:14
6. «I Wanna be a Kennedy» — 5:31
7. «Ambient Underworld» — 3:51
8. «Sporty Animal-Loving Extrovert» — 3:00
9. «Sonar Sequences» — 6:00
10. «Bonus Track, Das Boot» (Klassik Version) — 1:59